# Francisco Sánchez-Madrid
Francisco Sanchez-Madrid (* 1954 in Añora) ist ein spanischer Immunologe und Hochschullehrer.

## Leben
Sanchez-Madrid promovierte 1980 an der Universidad Autónoma de Madrid. Danach arbeitete er einige Jahre an der Abteilung für Pathologie der Harvard Medical School in den Vereinigten Staaten. Zusammen mit Timothy A. Springer entdeckte er die Integrine, die die Adhäsion, Polarität und Aktivierung von Leukozyten steuern. Sie entwickelten auch monoklonale Antikörper gegen bestimmte Integrine, die zur Therapie chronischer Entzündungen wie Multiple Sklerose und Morbus Crohn eingesetzt werden.
Seit 1990 ist Sanchez-Madrid an der Universidad Autónoma de Madrid Professor für Immunologie. Seine Forschung gilt dem Verständnis der Funktion der immunologischen Synapsen, mit denen Immunzellen untereinander oder mit anderen Zellen kommunizieren.
Gemeinsam mit Timothy A. Springer wurde ihm der Robert-Koch-Preis für das Jahr 2023 zuerkannt.